# Кульджуктау
Кульджукта́у (узб. Quljuqtov tog‘lar) — горная островная гряда в центральной части пустыни Кызылкум в Узбекистане.
Протяжённость составляет около 100 км, ширина — 15 км, максимальная высота — 785 м. Южные склоны пологие, рассечённые сухими каньонами; северные — скалистые и обрывистые. Горы Кульджуктау сложены преимущественно кристаллическими сланцами и известняками; по окраине — юрские, меловые и палеогеновые осадочные толщи, на поверхности которых местами находятся перевеянные пески.